# كرزكان
كرزكان هي إحدى قرى البحرين وتعتبر من كبرى قرى المنطقة الغربية مساحة وسكانا، حيث يبلغ عدد سكانها أكثر من سبعة آلاف نسمة. تقع قرية كرزكان على الساحل الغربي من جزيرة البحرين على يمين جسر الملك فهد بعدة كيلومترات، حيث يحدها من جهة الغرب المزارع والبحر، ومدينة حمد شرقا، وقرية دمستان شمالا، وقرية المالكية جنوبا.
ورد اسم القرية في ديوان أحد الشعراء العيونيين في عام 620 هـ وهو الشاعر ابن المقرب العيوني إذ يقول في قصيدة عن البحرين:
اشتهرت قرية كرزكان قديماً بالعيون العذبة التي تسقي بساتينها ونخيلها، كما ويتركز فيها عدة بساتين تمتاز بالطبيعة الخلابة، وتقع على الساحل الغربي من من القرية، والساب هو الشهرة الأولى القديمة جداً والذي امتاز بتدفق مياهه الطبيعية بسرعة هائلة، ولكن اندثرت هذه المعالم الجميلة حاضراً وظلت آثارها باقية، كما اشتهرت بصنع البديد وهي ما تسمى السروج التي توضع على ظهور الحمير وتمسك باليد لراحة وحماية الراكب، والقراقير وصيد الأسماك من الحضور والزراعة التي اندثرت تقريباً. وهي من أجمل القرى في مملكة البحرين وتشتهر كرزكان بالنخيل المتواجد بكثرة وذلك ما يميز هذه القرية الغنية بطيب أهلها وناسها.